# Slaget vid Valbo-Ryr
Slaget vid Valbo-Ryr ägde rum i Valbo-Ryrs socken, den 14 december 1659 mellan norska och svenska styrkor.
Under Bjelkefejden anlände en grupp om 700 svenska ryttarsoldater österifrån, ledda av överste Bernt Taube för att undsätta svenska styrkor vid Viksjön.   
Taube angrep de norska styrkorna, som leddes av generallöjtnant Jørgen Bjelke, vid Strömsäter bro och Ryr. Norrmännen blev fullständigt överrumplade av anfallet, flera ryttarkompanier tog till flykten och den norska hären led betydliga förluster. Det norska infanteriet lyckades dock stoppa angreppet och sedan svenskarnas förtrupper fallit, avbröt Taube striden och drog sig tillbaka. 

## Bakgrund
Under större delen av 1600-talet befann sig Sverige i krig, först Trettioåriga kriget, sedan Torstensonska kriget och de Nordiska krigen. Detta drabbade svårt allmogen och särskilt i gränstrakterna Dalsland – Bohuslän. Vid Freden i Brömsebro 1645 överfördes Jämtland, Härjedalen, Gotland, Ösel och Halland (på trettio år) till Sverige. Därefter rådde i princip nästan konstant krigstillstånd i Sverige under en mansålder. Endast ett kortare avbrott i stridigheterna skedde i samband med Freden i Roskilde den 26 februari 1658 då Danmark avträdde Bohuslän, Blekinge, Bornholm, Halland, Skåne samt Trondheims län.

## Slaget
Efter Freden i Roskilde utsåg kungen generallöjtnant Harald Stake till generalguvernör för Bohuslän med order att organisera försvaret av den nya provinsen. Han kontaktade en gammal vapenbroder från Trettioåriga kriget, dragonkaptenen Larsson-Höök som skaffat en gård i Färgelanda i Dalsland. Det var svårt att få tag i fotfolk efter alla krig, men Larsson-Höök kontaktade fogden på Dal, Erik Bengtsson på Stenarsbyn i Fröskog. Denne lyckades samla ihop några hundra karlar, mest bönder och drängar, några få hade skjutvapen, de flesta endast liar, påkar, yxor och andra redskap.
Den 3 december 1659 hade Jørgen Bjelkes fälttåg från Norge ner genom Bohuslän nått fram till kyrkan i Kareby och han hotade kommendanterna på Bohus fästning och Marstrands fästning. Men ett svenskt rytterianfall dök plötsligt upp och den norska hären måste dra sig tillbaka till Uddevalla. Bjelkes avsikt var att etablera en försvarslinje mellan Saltkällefjorden och sjösystemet vid Viksjön och gränsen mot Dalsland. Då skulle Viken åter kunna bli norskt.
Den 13 december kom Bjelke med sin huvudstyrka från Saltkällefjorden till Valbo-Ryrs kyrka där ett högkvarter etableras. Från öster marscherade en norsk division från Uddevalla och slog läger vid Ellenösjön. Från norr kom Taube med sitt finska kompani  och slog läger några kilometer norr om sjön i närheten av Larsson-Hööks allmogeuppbåd. Vintern hade kommit tidigt och sjöarna var frusna.
Den 14 december i gryningen red Larsson-Hööks förband rakt in i den norska posteringen vid Strömsäters bro. Norrmännen blev överrumplade och hann aldrig sitta upp till häst. Panik uppstod och många dödades eller föll ner på isen och skadades. Bengtsson och Larsson-Höök gick över bron och när de hörde ett norskt förband komma söder ifrån gömde de sig in en bergsskreva. Bengtsson fick en idé och en av hans bönder rusade ut framför de nyanlända och ropade på bohuslänska "svenskerne kommer". I den täta dimman började de två norska förbanden angripa varandra. Kalabalik uppstod och sedan kom Taubes dragoner och drev tillbaka de norska kompanierna.

## Efterspel
Vid freden i Köpenhamn lämnade Sverige tillbaka Bornholm och Trondheims län, men fick behålla Bohuslän. Erik Bengtson som anförde allmogen mot Norge adlades Lideman av Karl X Gustav och hans gård Stenarsbyn fick säterirättigheter.